# Rouffigny
Rouffigny település Franciaországban, Manche megyében. Lakosainak száma 315 fő (2018. január 1.). Rouffigny La Lande-d’Airou, Bourguenolles, Chérencé-le-Héron, La Trinité és Villedieu-les-Poêles-Rouffigny községekkel határos.

## Népesség
A település népessége az elmúlt években az alábbi módon változott:
| Lakosok száma | 290  | 291  | 252  | 270  | 281  | 312  | 326  | 313  | 316  | 315  |
|               | 1962 | 1968 | 1982 | 1990 | 1999 | 2008 | 2011 | 2013 | 2017 | 2018 |